# Сівакорн Пу-удом
Сівакорн Пу-удом (тай. ศิวกร ภูอุดม нар. 26 листопада 1987) — тайський футбольний арбітр. Арбітр ФІФА з 2013 року.

## Кар'єра
У 2014 році він судив у фіналі Королівського кубка та Кубка Ліги, а також Кубка Таїлінду. Надалі він також судив фінали Кубка ліги 2017 року та Кубка чемпіонів Таїланду 2018 року.
Після того, як він був доданий до списку арібтрів ФІФА у 2013 році, дебютував на міжнародному рівні у товариському матчі між збірними Лаосу та Індонезії в червні 2013 року, а вперше відсудив на міжнародному клубному рівні в Кубку АФК у лютому 2015 року, а з квітня 2019 року він також використовувався в Лізі чемпіонів АФК.
Його першим міжнародним турніром став чемпіонат Південної Азії 2018 року, де він відсудив одну гру групового етапу та півфінал . Через кілька місяців він також працював на юнацькому (U-19) чемпіонаті Азії у 2018 році, обслуговуючи в томсу числі і фінальний матч. Надалі працював головним арбітром на чемпіонаті Південно-Східної Азії 2018 року, молодіжному (U-23) чемпіонаті Океанії 2019 року, а також чемпіонаті Східної Азії 2019 року.
У 2023 році ФІФА обрала його одним із арбітрів VAR на матчі молодіжного чемпіонату світу, де він працював на трьох іграх групового етапу.
Уперше на Кубок Азії він був обраний для роботи на турнірі 2024 року, де він судив у матчі групового етапу між Сирією та Індією (1:0).
Крім того Сівакорн 2013 року відпрацював головним арбітром у трьох іграх китайської Суперліги, а в липні 2023 року в одній грі в'єтнамськіої В-ліги 1.